# Kupang (Pagar Gunung)
Kupang is een bestuurslaag in het regentschap Lahat van de provincie Zuid-Sumatra, Indonesië. Kupang telt 487 inwoners (volkstelling 2010).